# Собень (Зґерський повіт)
Собень (пол. Sobień) — село в Польщі, у гміні Александрув-Лодзький Зґерського повіту Лодзинського воєводства.
Населення — 203 особи (2011).
У 1975-1998 роках село належало до Лодзинського воєводства.

## Демографія
Демографічна структура станом на 31 березня 2011 року:
|          | Загалом | Допрацездатний вік | Працездатний вік | Постпрацездатний вік |
| -------- | ------- | ------------------ | ---------------- | -------------------- |
| Чоловіки | 99      | 25                 | 66               | 8                    |
| Жінки    | 104     | 10                 | 67               | 27                   |
| Разом    | 203     | 35                 | 133              | 35                   |